# Lista de emissoras da TV Brasil
Esta é uma lista que contém as emissoras próprias e afiliadas que retransmitem a programação da TV Brasil. Além disso, contém, ainda, antigas afiliadas da rede e suas respectivas afiliações ou situações atuais.

## Próprias

### Geradoras
| Emissora                 | Cidade         | UF               | Canal  | Prefixo | Operada desde |
| ------------------------ | -------------- | ---------------- | ------ | ------- | ------------- |
| TV Brasil Capital        | Brasília       | Distrito Federal | 2 (15) | ZYA 505 | 2007          |
| TV Brasil Rio de Janeiro | Rio de Janeiro | Rio de Janeiro   | 2 (41) | ZYB 510 | 2007          |

### Filial
| Emissora            | Cidade    | UF        | Canal  | Prefixo | Operada desde |
| ------------------- | --------- | --------- | ------ | ------- | ------------- |
| TV Brasil São Paulo | São Paulo | São Paulo | 1 (38) | ZYQ 859 | 2007          |

## Afiliadas

### Alagoas
| Grupo                                | Emissora    | Cidade                       | Canal           | Prefixo | Afiliada desde |
| ------------------------------------ | ----------- | ---------------------------- | --------------- | ------- | -------------- |
| Universidade Federal de Alagoas      | TV UFAL     | Maceió                       | 8 (40)          | ZYA 226 | 2021           |
| Instituto Zumbi dos Palmares         | TVE Alagoas | Maceió                       | 3 (14)          | ZYA 224 | 2024           |
| TV Mídia Publicidade Comercial Ltda. | TV Sampaio  | Maceió / Palmeira dos Índios | 5 (27) / 4 (18) | RTV     | 2023           |

### Amapá
| Grupo                         | Emissora  | Cidade | Canal  | Prefixo | Afiliada desde |
| ----------------------------- | --------- | ------ | ------ | ------- | -------------- |
| Universidade Federal do Amapá | TV UNIFAP | Macapá | 1 (46) | ZYP 279 | 2022           |

### Amazonas
| Grupo                         | Emissora              | Cidade | Canal  | Prefixo | Afiliada desde |
| ----------------------------- | --------------------- | ------ | ------ | ------- | -------------- |
| Governo do Estado do Amazonas | TV Encontro das Águas | Manaus | 2 (32) | ZYA 245 | 2009           |

### Bahia
| Grupo                                        | Emissora  | Cidade               | Canal   | Prefixo | Afiliada desde |
| -------------------------------------------- | --------- | -------------------- | ------- | ------- | -------------- |
| Instituto de Radiodifusão Educativa da Bahia | TVE Bahia | Salvador             | 10 (24) | ZYA 299 | 2007           |
| Prefeitura Municipal de Feira de Santana     | TV Feira  | Feira de Santana     | 2 (18)  | ZYP 312 | 2022           |
| Universidade Estadual do Sudoeste da Bahia   | TV UESB   | Vitória da Conquista | 4 (33)  | ZYA 310 | 2007           |

### Ceará
| Grupo                      | Emissora | Cidade    | Canal  | Prefix. | Afiliada desde |
| -------------------------- | -------- | --------- | ------ | ------- | -------------- |
| Governo do Estado do Ceará | TV Ceará | Fortaleza | 5 (28) | ZYA 428 | 2007           |

### Espírito Santo
| Grupo                                      | Emissora          | Cidade     | Canal analógico | Canal digital | Prefixo | Afiliada desde |
| ------------------------------------------ | ----------------- | ---------- | --------------- | ------------- | ------- | -------------- |
| Fundação Educativa e Cultural de Guarapari | TV Guarapari      | Guarapari  | —               | 9 (32)        | ZYP 603 | 2015           |
| Rede SIM                                   | TV Foz Colatina   | Colatina   | 7               | 32            | ZYA 545 | 2015           |
| Rede SIM                                   | TV Foz Linhares   | Linhares   | 16              | 32            | ZYA 540 | 2015           |
| Rede SIM                                   | TV Foz São Mateus | São Mateus | 12              | 16 (51)       | ZYA 544 | 2015           |

### Distrito Federal
| Grupo                    | Emissora | Cidade                                | Canal   | Prefixo | Afiliada desde |
| ------------------------ | -------- | ------------------------------------- | ------- | ------- | -------------- |
| Grupo Mix de Comunicação | RBI TV   | Brasília (apenas algumas localidades) | 17 (39) | ZYA 514 | 2022           |

### Goiás
| Grupo                                              | Emissora    | Cidade                | Canal analógico | Canal digital       | Prefixo | Afiliada desde  |
| -------------------------------------------------- | ----------- | --------------------- | --------------- | ------------------- | ------- | --------------- |
| Universidade Federal de Goiás                      | TV UFG      | Goiânia               | —               | 15                  | ZYA 592 | 2009            |
| Fundação Educacional e Cultural das Águas Quentes  | TV Caldas   | Caldas Novas          | 34              | 48 (em implantação) | —       | Sem informações |
| Associação Cultural Santa Luzia                    | TV Sudoeste | Jataí                 | 11              | 36                  | —       | 2007            |
| Fundação Rio Verdão de Educação e Cultura - FURVEC | TV Rios     | Santa Helena de Goiás | —               | 17                  | —       | Sem informações |
| —                                                  | TV Bom      | Bom Jesus de Goiás    | —               | 36                  | —       | 2020            |

### Maranhão
| Grupo                         | Emissora           | Cidade   | Canal  | Prefixo | Afiliada desde |
| ----------------------------- | ------------------ | -------- | ------ | ------- | -------------- |
| Instituto Federal do Maranhão | TV Brasil Maranhão | São Luís | 2 (34) | ZYA 650 | 2007           |

### Mato Grosso
| Grupo                               | Emissora        | Cidade | Canal  | Prefixo | Afiliada desde  |
| ----------------------------------- | --------------- | ------ | ------ | ------- | --------------- |
| Universidade Federal do Mato Grosso | TV Universidade | Cuiabá | 2 (26) | —       | Sem informações |

### Mato Grosso do Sul
| Grupo                                             | Emissora | Cidade       | Canal  | Prefixo | Afiliada desde |
| ------------------------------------------------- | -------- | ------------ | ------ | ------- | -------------- |
| FERTEL - Fundação Estadual Jornalista Luiz Chagas | TVE MS   | Campo Grande | 4 (42) | ZYA 948 | 2008           |

### Minas Gerais
| Grupo                          | Emissora       | Cidade          | Canal analógico | Canal digital | Prefixo | Afiliada desde  |
| ------------------------------ | -------------- | --------------- | --------------- | ------------- | ------- | --------------- |
| Empresa Mineira de Comunicação | Rede Minas     | Belo Horizonte  | —               | 9 (17)        | ZYA 729 | 2007            |
| Fundação Educativa Andradense  | TV Andradas    | Andradas        | —               | 36            | RTV     | 2024            |
| Fundação Minas Gerais          | TV Diversa     | Barroso         | 46              | 40            | —       | 2021            |
| —                              | Guia TV Brazil | Frutal          | —               | 4 (36)        | —       | 2023            |
| Grupo Cioffi de Comunicação    | TV Plan        | Poços de Caldas | 47              | 51            | —       | Sem informações |
| —                              | TV Muzambinho  | Muzambinho      | —               | 12 (15)       | —       | 2022            |

### Pará
| Grupo                                       | Emissora             | Cidade | Canal  | Prefixo | Afiliada desde |
| ------------------------------------------- | -------------------- | ------ | ------ | ------- | -------------- |
| Fundação de Radiodifusão do Pará - FUNTELPA | Rede Cultura do Pará | Belém  | 2 (41) | ZYB 202 | 2008           |

### Paraíba
| Grupo                           | Emissora | Cidade      | Canal digital | Prefixo | Afiliada desde |
| ------------------------------- | -------- | ----------- | ------------- | ------- | -------------- |
| Universidade Federal da Paraíba | TV UFPB  | João Pessoa | 43            | ZYP 285 | 2012           |

### Paraná
| Grupo                                | Emissora          | Cidade                | Canal            | Prefixo | Afiliada desde  |
| ------------------------------------ | ----------------- | --------------------- | ---------------- | ------- | --------------- |
| Universidade Federal do Paraná       | UFPR TV           | Curitiba              | 15 (Claro TV+4K) | —       | 2016            |
| Sociedade Educativa de Apucarana     | Canal 38          | Apucarana             | 38 (48)          | RTV     | 2022            |
| Fundação TV Beltrão                  | TV Beltrão        | Francisco Beltrão     | 18               | —       | Sem informações |
| Fundação Valentim Bruzon             | Rede Humaitá      | Guarapuava / Ivaiporã | 53 (48)          | ZYB 434 | 2023            |
| Rede Caiuá de Comunicação            | TV Cinturão Verde | Cianorte              | 17 (14)          | —       | 2023            |
| Fundação Educacional de Ponta Grossa | TVE UEPG          | Ponta Grossa          | 14               | ZYB 417 | 2024            |

### Pernambuco
| Grupo                              | Emissora         | Cidade  | Canal   | Prefixo | Afiliada desde |
| ---------------------------------- | ---------------- | ------- | ------- | ------- | -------------- |
| Universidade Federal de Pernambuco | TV Universitária | Recife  | 11 (40) | ZYB 306 | 2008           |
| Empresa Pernambuco de Comunicação  | TV Pernambuco    | Caruaru | 12 (45) | ZYQ 100 | 2009           |

### Piauí
| Grupo            | Emissora   | Cidade   | Canal analógico | Canal digital       | Prefixo | Afiliada desde |
| ---------------- | ---------- | -------- | --------------- | ------------------- | ------- | -------------- |
| Fundação Antares | TV Antares | Teresina | —               | 2 (24)              | ZYB 352 | 2007           |
| Fundação Antares | TV Delta   | Parnaíba | —               | 2 (26)              | —       | 2007           |
| Fundação Antares | TV Picos   | Picos    | 13              | 25 (em implantação) | —       | 2007           |

### Rio Grande do Norte
| Grupo                                       | Emissora         | Cidade  | Canal  | Prefixo | Afiliada desde |
| ------------------------------------------- | ---------------- | ------- | ------ | ------- | -------------- |
| Universidade Federal do Rio Grande do Norte | TV Universitária | Natal   | 5 (48) | ZYB 565 | 2007           |
| Câmara Municipal de Mossoró                 | TV Câmara        | Mossoró | 2 (20) | —       | 2023           |

### Rio de Janeiro
| Grupo | Emissora   | Cidade      | Canal    | Prefixo | Afiliada desde  |
| ----- | ---------- | ----------- | -------- | ------- | --------------- |
| —     | TV Serrana | Teresópolis | 14 (RCA) | —       | Sem informações |

### Rio Grande do Sul
| Grupo                                                            | Emissora     | Cidade                | Canal          | Prefixo | Afiliada desde  |
| ---------------------------------------------------------------- | ------------ | --------------------- | -------------- | ------- | --------------- |
| Secretaria de Comunicação e Inclusão Social do Rio Grande do Sul | TVE RS       | Porto Alegre          | 7 (30)         | ZYB 621 | 2011            |
| Gazeta Grupo de Comunicação                                      | TV Gazeta    | Santa Cruz do Sul     | 18             | —       | Sem informações |
| Grupo Cidade de Comunicação                                      | TV Cidade 10 | Santana do Livramento | Apenas no site | —       | Sem informações |

### Rondônia
| Grupo                            | Emissora | Cidade      | Canal | Prefixo | Afiliada desde |
| -------------------------------- | -------- | ----------- | ----- | ------- | -------------- |
| Universidade Federal de Rondônia | TV UNIR  | Porto Velho | 35    | ZYP 163 | 2022           |

### Roraima
| Grupo                        | Emissora         | Cidade    | Canal  | Prefixo | Afiliada desde |
| ---------------------------- | ---------------- | --------- | ------ | ------- | -------------- |
| Governo do Estado de Roraima | TV Universitária | Boa Vista | 2 (15) | —       | 2007           |

### Santa Catarina
| Grupo                                         | Emissora            | Cidade        | Canal analógico | Canal digital | Prefixo | Afiliada desde  |
| --------------------------------------------- | ------------------- | ------------- | --------------- | ------------- | ------- | --------------- |
| Universidade Federal de Santa Catarina        | TV UFSC             | Florianópolis | —               | 63 (47)       | ZYP 265 | 2007            |
| Sociedade Educativa Criciúma de Televisão S/C | RTV Criciúma        | Criciúma      | —               | 19 (27)       | —       | Sem informações |
| Fundação Cultural e Educacional de Itajaí     | TV Brasil Esperança | Joinville     | —               | 11 (21)       | ZYB 781 | 2013            |
| Fundação Cultural e Educacional de Itajaí     | TV Brasil Esperança | Itajaí        | 21              | 22            | ZYB 775 | 2013            |
| Fundação Angelo Redivo                        | TV Sul Catarinense  | Araranguá     | —               | 5 (28)        | ZYB 785 | Sem informações |
| Sistema Bela Aliança de Comunicação           | Rede Bela Aliança   | Rio do Sul    | 7               | 22            | ZYB 774 | Sem informações |

### São Paulo
| Grupo                                                              | Emissora          | Cidade                    | Canal               | Prefixo | Afiliada desde  |
| ------------------------------------------------------------------ | ----------------- | ------------------------- | ------------------- | ------- | --------------- |
| Rádio e TV TodoDia                                                 | TV TodoDia        | Americana                 | 46                  | —       | 2023            |
| Sistema Regional de Comunicação                                    | SRC TV            | Andradina                 | 17 (50)             | ZYB 904 | Sem informações |
| Sistema Integrado de Comunicação Roberto Montoro                   | TV Morada do Sol  | Araraquara                | 8 (20)              | —       | 2015            |
| Rede Conecta de Comunicação                                        | TV Conecta        | Araras                    | 17                  | ZYB 900 | Sem informações |
| Rádio e Televisão Educadora de Batatais                            | TV Educadora      | Batatais                  | 59                  | —       | Sem informações |
| Fundação Prevê                                                     | TV Prevê          | Bauru                     | 32                  | —       | Sem informações |
| Sistema Sabioni de Comunicação                                     | TV Noroeste       | Birigui                   | 19 (51)             | —       | Sem informações |
| Fundação Cultural e Educativa de Rádio e Televisão Lanhoso de Lima | TV Nova Serrana   | Botucatu                  | 47                  | ZYQ 884 | Sem informações |
| Sociedade Rádio Televisão Cultural Educativa Universal             | TV Nova Imagem    | Brodowski                 | 10 (50)             | —       | Sem informações |
| Sistema Opinião de Comunicação e Comércio Ltda.                    | Nova TV Catanduva | Catanduva                 | 27 (53)             | —       | Sem informações |
| Televisão Educativa Cidade de Ibitinga S/C Ltda.                   | TV Cidade         | Ibitinga                  | 47                  | —       | Sem informações |
| Fundação Educativa e Cultural Sol do Amanhã                        | TV Indaiá         | Indaiatuba                | 48 (em implantação) | —       | Sem informações |
| Fundação Cultural Anhanguera                                       | Rede Paulista     | Jundiaí / Várzea Paulista | 48                  | ZYB 913 | Sem informações |
| Fundação Marischen                                                 | TV Matão          | Matão                     | 14                  | —       | Sem informações |
| Sociedade Direta de Comunicação Ltda.                              | TV Direta         | Mococa                    | 21 (32)             | —       | Sem informações |
| Fundação Sistema Regional de Televisão                             | SRTV              | Pedreira / Amparo         | 40 (39)             | ZYB 916 | Sem informações |
| Rede Claret de Comunicação                                         | TV Claret         | Rio Claro                 | 45 (18)             | ZYB 915 | 2013            |
| UniSantos                                                          | TV UniSantos      | Santos / Cubatão          | 40 (41)             | ZYT 306 | 2012            |
| Prefeitura Municipal de São Carlos                                 | TVE São Carlos    | São Carlos                | 47                  | —       | 2007            |
| Grupo Mix de Comunicação                                           | RBI TV            | São Paulo                 | 6 (14)              | —       | 2022            |
| Grupo Agora de Comunicação                                         | STZ TV            | Sertãozinho               | 59 (41)             | —       | Sem informações |
| Centro Universitário de Votuporanga                                | TV UNIFEV         | Votuporanga               | 53                  | ZYB 914 | Sem informações |

### Sergipe
| Grupo                           | Emissora | Cidade  | Canal  | Prefixo | Afiliada desde |
| ------------------------------- | -------- | ------- | ------ | ------- | -------------- |
| Universidade Federal de Sergipe | TV UFS   | Aracaju | 2 (49) | ZYP 307 | 2022           |

### Tocantins
| Grupo                             | Emissora | Cidade | Canal  | Prefixo | Afiliada desde |
| --------------------------------- | -------- | ------ | ------ | ------- | -------------- |
| Universidade Federal do Tocantins | UFT TV   | Palmas | 2 (27) | RTV     | 2023           |

1. ↑  Misto com a GuiaTV Brazil
2. ↑  Misto com o Canal Futura
3. 1 2 3 4 5 6 7  Misto com a TV Cultura
4. 1 2 3  Misto com a Rede Minas
5. ↑  Misto com a Boa Vontade TV
6. ↑  Misto com a Rede Século 21

## Retransmissoras

### Acre
| Cidade     | Canal                   |
| ---------- | ----------------------- |
| Rio Branco | 16 UHF (em implantação) |

### Brasil
| Cidade                     | Canal |
| -------------------------- | ----- |
| Liberação do Sinal Digital | 2 UHF |

### Bahia
Retransmissoras da rede
| Cidade         | Canal                                             |
| -------------- | ------------------------------------------------- |
| Barreiras      | 49 UHF (em implantação) e 50 UHF (em implantação) |
| Cruz das Almas | 12 UHF (em implantação)                           |
| Eunápolis      | 32 UHF (em implantação)                           |
| Ilhéus         | 49 (47 UHF) em implantação                        |
| Ituberá        | 48 UHF (em implantação)                           |
| Jequié         | 44 UHF (em implantação)                           |
| Paulo Afonso   | 47 UHF (em implantação)                           |

### Ceará
Retransmissora da Rede
| Cidade    | Canal                                             |
| --------- | ------------------------------------------------- |
| Crato     | 49 UHF (em implantação) e 50 UHF (em implantação) |
| Itapipoca | 41 UHF (em implantação) e 51 UHF (em implantação) |

### Espírito Santo
| Cidade  | Canal                   |
| ------- | ----------------------- |
| Vitória | 24 UHF (em implantação) |

### Goiás
| Cidade            | Canal                   |
| ----------------- | ----------------------- |
| Cachoeira Dourada | 45 UHF (em implantação) |
| Davinópolis       | 44 UHF (em implantação) |
| Palminópolis      | 45 UHF (em implantação) |

### Maranhão
| Cidade             | Canal                                             |
| ------------------ | ------------------------------------------------- |
| Açailândia         | 41 UHF (em implantação) e 49 UHF (em implantação) |
| Codó               | 42 UHF (em implantação) e 49 UHF (em implantação) |
| Gonçalves Dias     | 25 UHF (em implantação)                           |
| Imperatriz         | 34 UHF (em implantação) e 9 VHF (em implantação)  |
| Mirador            | 25 UHF (em implantação)                           |
| São João dos Patos | 16 UHF (em implantação)                           |

### Mato Grosso
| Cidade            | Canal                   |
| ----------------- | ----------------------- |
| Alta Floresta     | 10 VHF (sem sinal)      |
| Porto dos Gaúchos | 16 UHF (em implantação) |
| Rondolândia       | 16 UHF (em implantação) |
| Vila Rica         | 16 UHF (em implantação) |

### Mato Grosso do Sul
| Cidade    | Canal                   |
| --------- | ----------------------- |
| Itaquiraí | 40 UHF (em implantação) |
| Selvíria  | 16 UHF (em implantação) |

### Minas Gerais
Retransmissoras da rede
| Cidade            | Canal                                             |
| ----------------- | ------------------------------------------------- |
| Juiz de Fora      | 9 VHF (em implantação) e 50 UHF (em implantação)  |
| Lavras            | 7 VHF (em implantação)                            |
| Sete Lagoas       | 22.1                                              |
| Montes Claros     | 49 UHF (em implantação) e 50 UHF (em implantação) |
| São João del Rei  | 28 UHF (em implantação)                           |
| São José da Barra | 2 (24 UHF) em implantação                         |
| Tarumirim         | 2 (47 UHF) em implantação                         |
| Teófilo Otoni     | 35 UHF (em implantação) e 46 UHF (em implantação) |
| Uberaba           | 8 VHF (em implantação)                            |
| Uberlândia        | 47 UHF (em implantação)                           |

### Pará
| Cidade                         | Canal                     |
| ------------------------------ | ------------------------- |
| Bragança                       | 49 UHF (em implantação)   |
| Brejo Grande do Araguaia       | 41 UHF (em implantação)   |
| Gurupá                         | 38 UHF (em implantação)   |
| Moju                           | 38 UHF (em implantação)   |
| Oriximiná (Porto de Trombetas) | 3 (40 UHF) em implantação |
| Ourém                          | 38 UHF (em implantação)   |
| Primavera                      | 38 UHF (em implantação)   |
| Santa Cruz do Arari            | 38 UHF (em implantação)   |
| São Domingos do Araguaia       | 38 UHF (em implantação)   |

### Paraíba
| Cidade               | Canal                   |
| -------------------- | ----------------------- |
| Cacimba de Dentro    | 18 UHF (em implantação) |
| Condado              | 8 VHF (em implantação)  |
| Imaculada            | 39 UHF (em implantação) |
| Malta                | 39 UHF (em implantação) |
| Pilar                | 39 UHF (em implantação) |
| Santa Cruz           | 48 UHF (em implantação) |
| São José de Piranhas | 22 UHF (em implantação) |
| São José dos Ramos   | 51 UHF (em implantação) |
| Serra Grande         | 50 UHF (em implantação) |
| Sertãozinho          | 38 UHF (em implantação) |

### Pernambuco
Retransmissoras da rede
| Cidade    | Canal                   |
| --------- | ----------------------- |
| Garanhuns | 10 VHF (em implantação) |
| Paudalho  | 9 VHF (em implantação)  |
| Petrolina | 33 UHF (em implantação) |

### Rio de Janeiro
Retransmissoras da rede
| Cidade     | Canal                   |
| ---------- | ----------------------- |
| Cabo Frio  | 41 UHF (em implantação) |
| Macaé      | 9 VHF (em implantação)  |
| Petrópolis | 41 UHF (em implantação) |

### Rio Grande do Norte
| Cidade     | Canal                   |
| ---------- | ----------------------- |
| Itaú       | 51 UHF (em implantação) |
| Lagoa Nova | 23 UHF (em implantação) |

### Rio Grande do Sul
Retransmissoras da rede
| Cidade        | Canal                                             |
| ------------- | ------------------------------------------------- |
| Bagé          | 45 UHF (em implantação) e 46 UHF (em implantação) |
| Caxias do Sul | 55 (45 UHF) em implantação                        |
| Pelotas       | 41 UHF (em implantação)                           |
| Sinimbu       | 2 (44 UHF) em implantação                         |

### Rondônia
| Cidade          | Canal                     |
| --------------- | ------------------------- |
| Itapuã do Oeste | 2 (35 UHF) em implantação |

### Santa Catarina
| Cidade             | Canal                                             |
| ------------------ | ------------------------------------------------- |
| Balneário Camboriú | 41 UHF (em implantação)                           |
| Lages              | 43 UHF (em implantação) e 50 UHF (em implantação) |
| São Ludgero        | 36 UHF (em implantação)                           |

### São Paulo
Retransmissoras da rede
| Cidade  | Canal                   |
| ------- | ----------------------- |
| Atibaia | 27 UHF (em implantação) |
| Marília | 51 (15 UHF)             |

### Sergipe
| Cidade       | Canal                     |
| ------------ | ------------------------- |
| Estância     | 9 VHF (em implantação)    |
| Gararu       | 42 UHF (em implantação)   |
| Itabaiana    | 17 UHF (em implantação)   |
| Itabaianinha | 2 (17 UHF) em implantação |

### Tocantins
| Cidade    | Canal                                             |
| --------- | ------------------------------------------------- |
| Araguaína | 17 UHF (em implantação) e 18 UHF (em implantação) |

## Via satélite

### Digital
Nos receptores do sistema SAT HD Regional atuais, o número do canal é padronizado; enquanto no satélite Sky Brasil-1, os usuários de antena parabólica digital só podem assistir usando um receptor compatível com o sistema Nova Parabólica, que requer um cartão de decodificação.

#### Star One C3
- Posição: 75º Oeste

| Frequência | Taxa de símbolos | Polarização | FEC | PID Vídeo | PID Áudio | PCR | Período de operação | Referências |
| ---------- | ---------------- | ----------- | --- | --------- | --------- | --- | ------------------- | ----------- |
| Banda C    |                  |             |     |           |           |     |                     |             |
| 4153 MHz   | 7500 Ksps        | Vertical    | 3/4 | 101       | 102/103   | 101 | Desde 2021          | [ 7 ]       |

#### Star One D2
- Posição: 70º Oeste

| Frequência | Taxa de símbolos | Polarização | FEC | PID Vídeo | PID Áudio      | PCR | Canal virtual | Período de operação | Referências        |
| ---------- | ---------------- | ----------- | --- | --------- | -------------- | --- | ------------- | ------------------- | ------------------ |
| Banda C    |                  |             |     |           |                |     |               |                     |                    |
| 3755 MHz   | 7500 Ksps        | Horizontal  | 3/4 | 101       | 102/103/105    | 101 | —             | Desde 2017          | [ 8 ] [ 3 ]        |
| 3656 MHz   | 7500 Ksps        | Vertical    | 2/3 | 4130      | 4131/4132/4133 | 101 | —             | 2008-2017           | [ 8 ] [ 3 ]        |
| Banda Ku   |                  |             |     |           |                |     |               |                     |                    |
| 12580 MHz  | 29900 Ksps       | Horizontal  | 2/3 | 43        | 40             | 43  | 10            | Desde 2022          | [ 8 ] [ 9 ] [ 10 ] |

#### Sky Brasil-1
- Posição: 43º Oeste

| Frequência | Taxa de símbolos | Polarização | Canal virtual | Período de operação | Referências  |
| ---------- | ---------------- | ----------- | ------------- | ------------------- | ------------ |
| Banda Ku   |                  |             |               |                     |              |
| 11050 MHz  | 30000 Ksps       | Horizontal  | 30            | Desde 2023          | [ 6 ] [ 11 ] |

### Antigas transmissões

#### Analógico
| Satélite    | Posição   | Frequência                  | Filtro BW | Polarização | Período de operação | Referências   |
| ----------- | --------- | --------------------------- | --------- | ----------- | ------------------- | ------------- |
| Banda C     |           |                             |           |             |                     |               |
| Star One C2 | 70º Oeste | 3750 MHz (1400 MHz Banda L) | 18 MHz    | Horizontal  | 2007-2017           | [ 12 ] [ 13 ] |

## TV por Assinatura
| Operadora | Canal    |
| --------- | -------- |
| SKY       | 23       |
| Claro TV  | 531 (HD) |
| Oi TV     | 20       |
| Vivo TV   | 503      |

## Antigas afiliadas
| Nome                    | Cidade                   | UF | Canal   | Situação/afiliação atual                       | Período de afiliação |
| ----------------------- | ------------------------ | -- | ------- | ---------------------------------------------- | -------------------- |
| TV Alvorada             | Colorado                 | PR | 22      | TV Cultura                                     | 2021-2025            |
| TV Paraná Turismo       | Curitiba                 | PR | 9 (36)  | Hoje emissora independente                     | 2007-2019; 2021-2025 |
| TV Gazeta Norte Mineira | Montes Claros            | MG | 2       | Rede Minas                                     | 2021-2024            |
| TV Cidade               | Araguaína                | TO | 12 (27) | Rede Meio                                      | 2022-2023            |
| TV Sinal                | Aracati                  | CE | 7       | TV Cultura                                     | ????-2023            |
| TV Sinal                | Tauá                     | CE | 40      | TV Cultura                                     | 2020-2023            |
| TV Ipanema              | Ipanema                  | MG | 7       | Rede Minas                                     | ????-2022            |
| ETV Centro Minas        | Sete Lagoas              | MG | 22      | Rede 98                                        | ????-2022            |
| RTV Londrina            | Cambé                    | PR | 36      | Hoje TV2C Londrina, afiliada à TV Cultura      | ????-2022            |
| TV Centro Minas         | Pedro Leopoldo           | MG | 23      | RIT                                            | 2020-2021            |
| TV Aratins              | Araguaína                | TO | 8 (43)  | Extinta                                        | 2020-2021            |
| TV Andradas             | Andradas                 | MG | 36      | TV Cultura                                     | ????-2020            |
| TV Thathi               | Ribeirão Preto           | SP | 32      | Hoje TH+ TV, emissora independente             | 2009-2020            |
| TVT                     | São Bernardo do Campo    | SP | 44      | Hoje emissora independente                     | 2010-2020            |
| TV Cultura Vale do Aço  | Ipatinga                 | MG | 4       | Hoje TV Atual, afiliada à Record News          | 2007-2020            |
| TV UNESP                | Bauru                    | SP | 46      | TV Cultura                                     | 2011-2019            |
| TV Educadora            | Bragança                 | PA | 30      | TV Nazaré                                      | 2008-2019            |
| TV Costa Norte          | Bertioga                 | SP | 48      | Hoje TV Cultura Litoral, afiliada à TV Cultura | 2012-2019            |
| TV Carajás              | Campo Mourão             | PR | 44      | TV Cultura                                     | ????-2019            |
| TVE Tocantins           | Palmas                   | TO | 13      | Hoje Unitins TV, afiliada à TV Cultura         | 2009-2010; 2011-2019 |
| TV Tarumã               | Macapá                   | AP | 16      | Extinta                                        | ????-2018            |
| TV Morrinhos            | Morrinhos                | GO | 12      | Extinta                                        | ????-2018            |
| TVE ES                  | Vitória                  | ES | 2       | TV Cultura                                     | 2007-2018            |
| RTV Canal 38            | Apucarana                | PR | 38      | Hoje Canal 38, afiliada à TV Cultura           | 2008-2017            |
| TV Betim                | Betim                    | MG | 53      | Extinta                                        | 2007-2017            |
| TV Colinas              | Colinas do Tocantins     | TO | 7       | Hoje TV Norte Colinas, afiliada ao SBT         | 2014-2017            |
| TVE Alagoas             | Maceió                   | AL | 3       | Hoje Educativa TV, afiliada à TV Cultura       | 2007-2017            |
| TV Cultura do Sertão    | Conceição do Coité       | BA | 8       | Extinta                                        | 2009-2011; 2015-2017 |
| TVE Juiz de Fora        | Juiz de Fora             | MG | 12      | Hoje ISTV Juiz de Fora afiliada à ISTV         | 2007-2016            |
| TV Golfinho             | Fernando de Noronha      | PE | 11      | TV Nova (TV Cultura)                           | 2010-2016            |
| TV Aperipê              | Aracaju                  | SE | 2       | TV Cultura                                     | 2007-2016            |
| TV Madeira-Mamoré       | Porto Velho              | RO | 2       | Extinta                                        | 2007-2015            |
| TV Altamira             | Altamira                 | PA | 6       | Rede Brasil                                    | 2013-2015            |
| TV Aldeia               | Rio Branco               | AC | 2       | Desconhecido                                   | 2007-2014            |
| TV Beira Rio            | Piracicaba               | SP | 26      | Hoje TV Ativa, independente                    | 2007-2013            |
| Santa Cecília TV        | Santos                   | SP | 52      | Hoje emissora independente                     | 2007-2012            |
| TV Miramar              | João Pessoa              | PB | 4       | TV Cultura                                     | 2007-2011            |
| ETV Sete Lagoas         | Sete Lagoas              | MG | 58      | Hoje ETV Centro Minas, afiliada à Rede 98      | 2007-2010            |
| TV Paraíso              | São Sebastião do Paraíso | MG | 10      | Extinta                                        | 2007-????            |
| NTVC                    | Cruzeiro                 | SP | 32      | Extinta                                        | Desconhecido         |
| TV Norte                | Jacarezinho              | PR | 27      | TV Cultura                                     | Desconhecido         |